# جيم إيستون
جيم إيستون (بالإنجليزية: Jim Easton)‏ هو لاعب كرة قدم ومدرب كرة قدم أمريكي، ولد في 3 سبتمبر 1940 في غلاسكو في المملكة المتحدة. شارك مع منتخب اسكتلندا تحت 21 سنة لكرة القدم. أما مع النوادي، فقد لعب مع كوين أوف ساوث ونادي دندي ونادي هيبرنيان.